# Leinburg (gemeindefreies Gebiet)

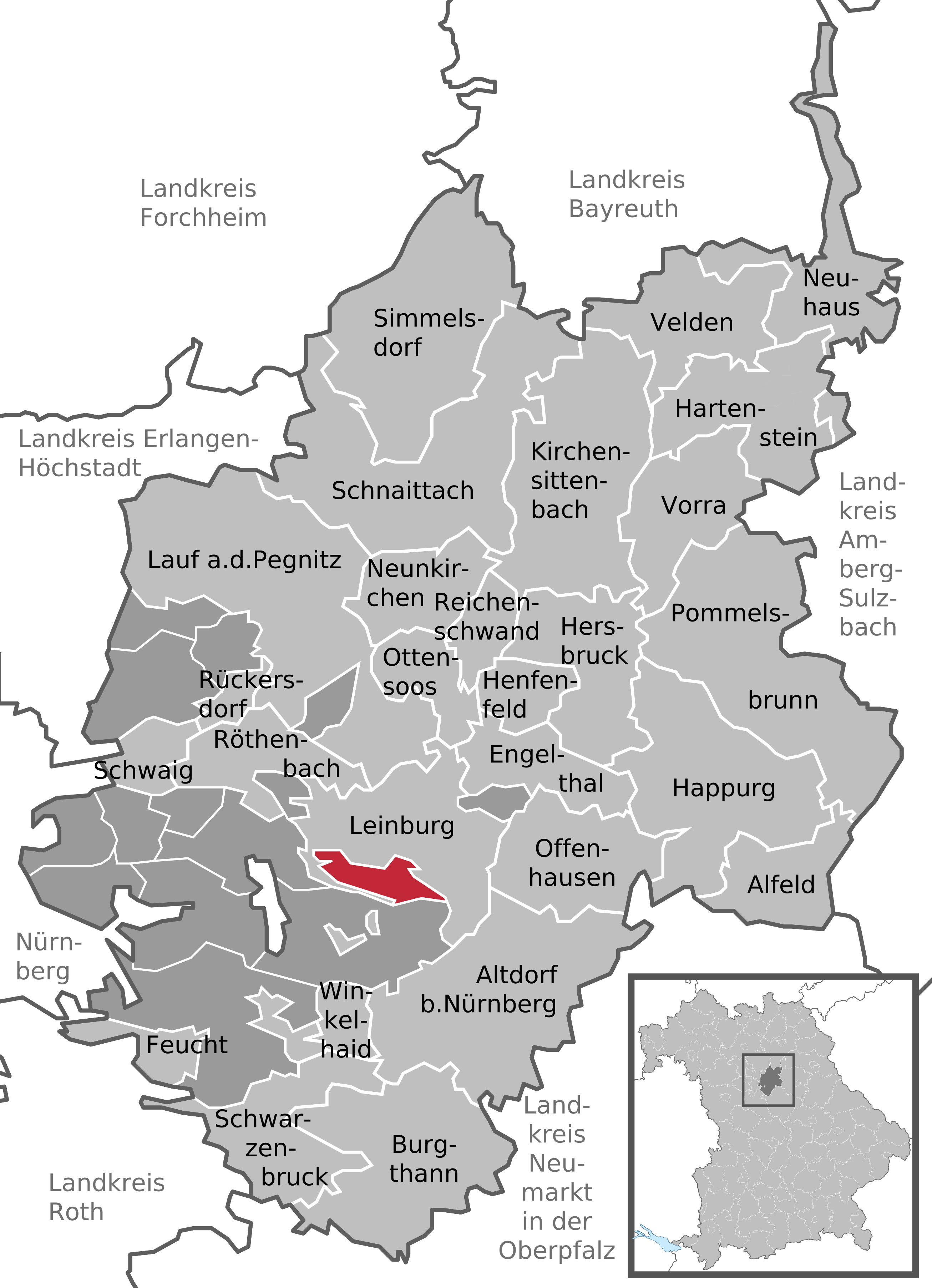
Lage des gemeindefreien Gebietes Leinburg im Landkreis Nürnberger Land

Leinburg ist ein gemeindefreies Gebiet im mittelfränkischen Landkreis Nürnberger Land in Bayern. Es liegt in der Gemarkung Leinburg.
Der 4,20 km² große Staatsforst liegt südlich der Gemeinde Leinburg. Ein namenloser Berg (49° 25′ 59,7″ N, 11° 19′ 19,7″ O) bildet mit 387 m ü. NHN die höchste Erhebung des Areals. Innerhalb des Gebietes befinden sich zwei Enklaven, die beide zur Gemeinde Leinburg gehören, nämlich zum einen das Forsthaus Leinburg und zum anderen ein im zentralen Bereich gelegenes Waldstück. Ein Großteil ist Bestandteil des EU-Vogelschutzgebietes-Gebiets Nürnberger Reichswald.

## Gewässer
Im Norden verläuft, teils als Grenze, teils innerhalb des Gebietes der Haidelbach, ein rechter Zufluss des Röthenbachs.

## Sehenswertes
Das Gebiet ist geprägt von ortstypischen Kiefernwäldern (Steckalaswald) die von Rad, Wander- und Reitwegen durchzogen werden. So durchquert auch der Fränkische Dünenweg das Gebiet.
Den Großteil bildet das Naturschutzgebiet Flechten-Kiefernwälder südlich Leinburg. Im Südwesten bildet das Ursprungtal mit seinen Weihern die Grenze zur Gemeinde Leinburg.

## Bildergalerie

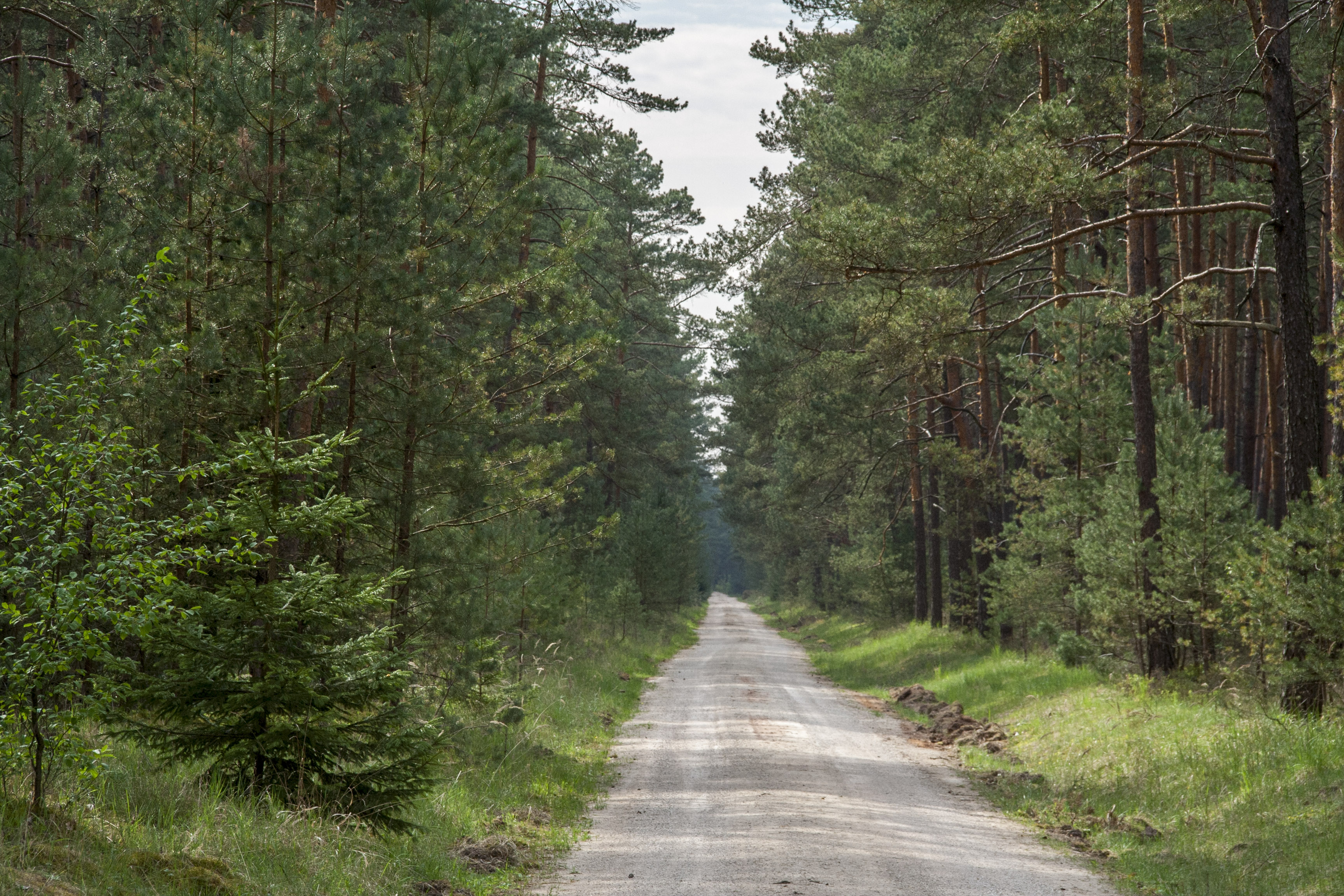
Typischer Steckalaswald
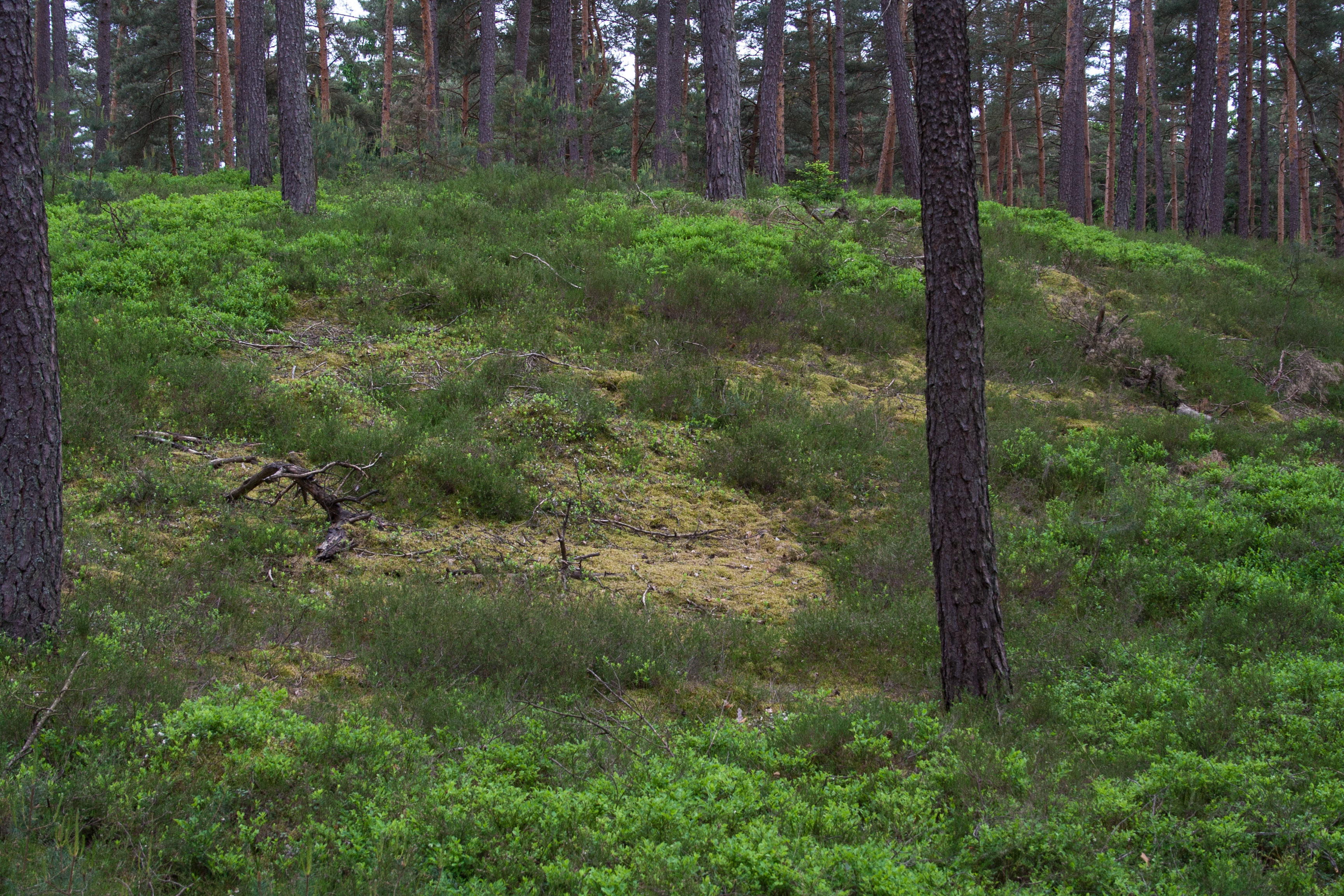
Sanddüne im NSG
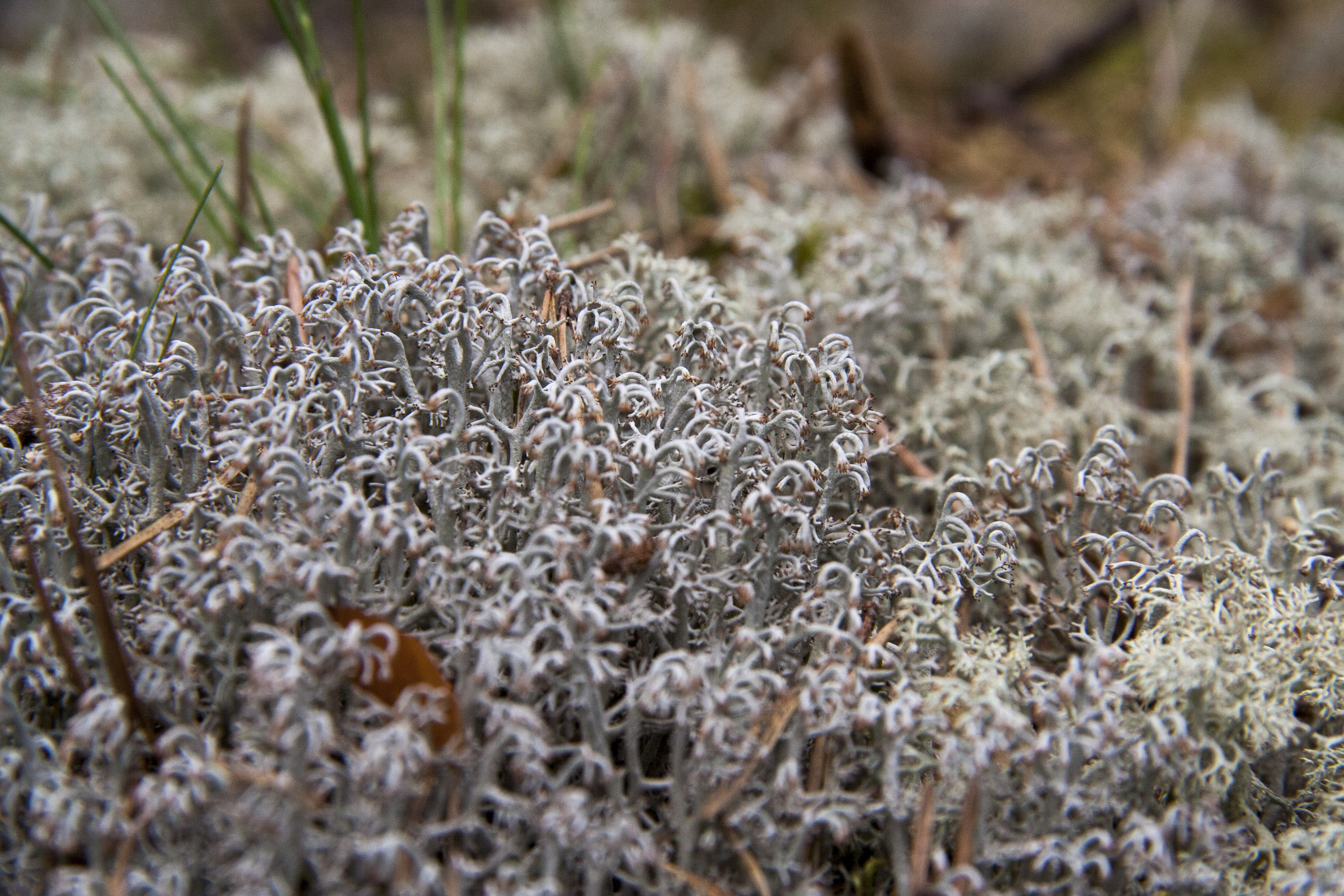
Flechten im NSG
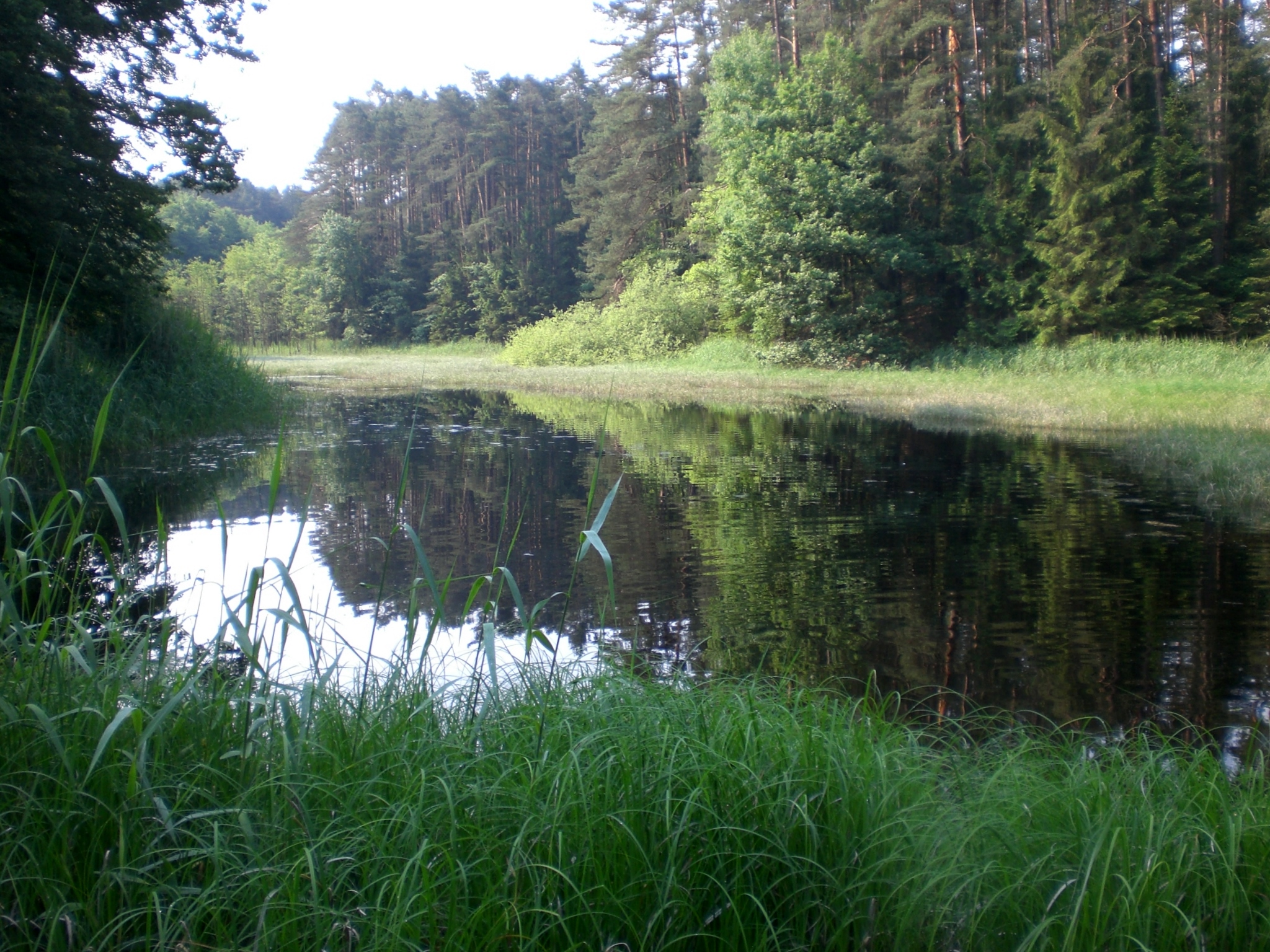
Speckweiher im Ursprungtal